# Man of Steel
Man of Steel is een Amerikaans-Britse actie-avonturenfilm uit 2013, geregisseerd door Zack Snyder en geproduceerd door Christopher Nolan. De film is de eerste in een geplande nieuwe reeks films rondom het personage Superman, en is tevens de eerste film die zich afspeelt in de zogenoemde DC Extended Universe. Hoofdrollen worden vertolkt door Henry Cavill, Amy Adams, Michael Shannon, Diane Lane en Kevin Costner.

## Verhaallijn
De op de planeet Krypton geboren Kal-El wordt op jonge leeftijd door zijn biologische ouders, Jor-El en Lara, naar de Aarde gestuurd. Dit omdat Krypton zelf op het punt van ontploffen staat daar men getracht heeft de kern van de planeet aan te boren voor energiewinning. Jor-el geeft zijn zoon een unieke codex mee voor het gehele Kryptonische ras. Voor de explosie probeert de militaire leider generaal Zod een staatsgreep te plegen waarbij hij onder andere Jor-El doodt, maar hij en zijn volgelingen worden gevangen en in de Phantom Zone opgesloten. De explosie van Krypton bevrijdt hen echter weer.
Op Aarde wordt Kal-El geadopteerd door Jonathan en Martha Kent uit Smallville, en neemt daarbij een nieuwe naam aan, Clark Kent. Naarmate Clark ouder wordt, komt hij tot de ontdekking dat hij superkrachten heeft, maar voelt zich hierdoor erg onzeker en vreest dat hij nooit door anderen geaccepteerd zal worden. Na de dood van Jonathan zwerft Clark enkele jaren over de aarde waarbij hij in het geheim mensen helpt. Op zijn reizen leert hij van het bestaan van een Kryptoniaans verkenningsschip, dat op de Noordpool zou liggen en door het Amerikaanse leger bewaakt wordt. Wanneer Clark het schip binnengaat, wordt hij begroet door een hologram van Jor-El dat hem eindelijk alles over zijn afkomst vertelt. Lois Lane, een journaliste van de Daily Planet, vangt het gesprek echter op en ontdekt Clarks geheim, maar besluit dit voor zich te houden.
Ondertussen zijn Zod en zijn volgelingen op zoek naar een nieuwe planeet voor hun ras, maar alle voormalige Kryptoniaanse koloniën blijken onleefbaar te zijn geworden. Dan pikken ze een noodsignaal op van het schip op de Noordpool, wat hen rechtstreeks naar de Aarde leidt. Zod beseft al snel dat Kal-El ook op Aarde is, en eist dat hij zich overgeeft zodat Zod de codex kan gebruiken om de aarde tot een nieuw Krypton te maken. Clark geeft zich over om de aarde zo tijdelijk te redden. Wanneer blijkt dat Zods plan het einde van de mensheid zal betekenen, ontsnappen Clark en Lois van Zods schip en plannen met het leger een tegenaanval. Clark verslaat 2 van Zods helpers en vernietigt Zods machine waarmee hij de aarde wilde transformeren. Het leger gebruikt ondertussen het ruimteschip om een aanval uit te voeren op Zods schip, waarbij al Zods handlangers weer in de Phantom Zone worden opgesloten. Alleen Zod ontsnapt en vecht het uit met Clark. Clark kan hem overmeesteren, maar is gedwongen hem te doden wanneer Zod dreigt omstanders te vermoorden.
Na dit alles neemt Clark de naam Superman aan en besluit zich in te gaan zetten voor een betere wereld. Ook neemt hij een baan bij de krant Daily Planet, samen met Lois.

## Rolverdeling
| Acteur             | Personage                      | Opmerkingen                                                                  |
| ------------------ | ------------------------------ | ---------------------------------------------------------------------------- |
| Henry Cavill       | Kal-El / Clark Kent / Superman |                                                                              |
| Amy Adams          | Lois Lane                      | Journalist bij de Daily Planet                                               |
| Michael Shannon    | Generaal Zod                   | Een oud militair-generaal, van de planeet Krypton die de aarde wil veroveren |
| Diane Lane         | Martha Kent                    | De adoptiemoeder van Clark Kent                                              |
| Russell Crowe      | Jor-El                         | De biologische vader van Kal-El                                              |
| Antje Traue        | Faora-Ul                       | De extreem loyale rechterhand van Generaal Zod                               |
| Harry Lennix       | Generaal Swanwick              |                                                                              |
| Richard Schiff     | Dr. Emil Hamilton              |                                                                              |
| Christopher Meloni | Kolonel Nathan Hardy           |                                                                              |
| Kevin Costner      | Jonathan Kent                  | De adoptievader van Clark Kent                                               |
| Ayelet Zurer       | Lara Lor-Van                   | De biologische moeder van Kal-El                                             |
| Laurence Fishburne | Perry White                    | De hoofdredacteur van Daily Planet                                           |

## Achtergrond

### Ontwikkeling
Plannen voor een reboot van de Superman filmreeks begonnen in juni 2008. Onder andere stripauteurs Grant Morrison, Mark Waid, Geoff Johns en Brad Meltzer werd gevraagd naar hun mening over hoe een nieuwe supermanfilm eruit moest zien. Morrison kwam met een idee gelijk aan zijn bijdrage voor de stripreeks All-Star Superman. De nieuwe film zou in 2010 of 2011 uit moeten komen.
Het idee voor het verhaal van Man Of Steel kwam van David S. Goyer, die zijn visie op Superman deelde met Christopher Nolan tijdens een discussie over de aankomende nieuwe Batman-film The Dark Knight Rises. Nolan ging met het idee naar de filmstudio. Het project kreeg groen licht.  Nolan werd aangenomen als producent en Goyer als schrijver. Nolan liet zich voor de productie grotendeels leiden door Richard Donners Supermanfilms, maar maakte al snel duidelijk dat Man Of Steel geen connectie zou hebben met voorgaande Supermanproducties.
Begin 2011 werd door DC Comics, de houder van de franchiserechten, bekendgemaakt dat Superman in de nieuwe stripreeks een nieuw uiterlijk zou krijgen. Zo werd besloten dat het bekende rode broekje zou verdwijnen om Superman een stoerder een meer hedendaags uiterlijk te geven. Verder werd bekend dat Clark Kent geen bril meer zal dragen maar contactlenzen, en dat Lois Lane en Clark Kent uit elkaar zijn. Het was lang onzeker in hoeverre de film mee zou gaan in deze besluiten. In augustus 2011 lekten er echter foto's uit die gemaakt zijn bij buitenopnames van de film. Op de foto's is het nieuwe pak van Superman tot in details te aanschouwen. Het rode broekje ontbreekt inderdaad, en het pak is donkerder van kleur dan in voorgaande films. Verder is Clark Kent op meerdere foto's te zien zonder bril. Oorspronkelijk was de rol van Lara Lor-van voor Julia Ormond, maar werd later vervangen door Ayelet Zurer.

### Productie
De opnames van de film begonnen op 1 augustus 2011 in het industrial park, en vonden verder plaats in onder meer Illinois, Californië in de Verenigde Staten en Brits-Columbia in Canada. De totale productie kosten van de film was 225 miljoen dollar.  De opnames moesten naar verwachting twee tot drie maanden in beslag nemen.
Zack Snyder was tegen het idee dat de film ook naar 3D zou worden omgezet. Tevens koos hij ervoor de film niet digitaal op te nemen.
John "DJ" Desjardin had de leiding over de realisatie van de special effects voor de film. Visuele effecten werden verzorgd door Weta Digital, Moving Picture Company en Double Negative. Vooral de scènes waarin Superman van dichtbij met andere Kryptonianen vecht waren een uitdaging.

### Muziek
De muziek van de film is gecomponeerd door Hans Zimmer. De originele Soundtrack bestaat uit standaard en Limited Deluxe Edition (2cd).
- CD1

1. look To The Stars (2:58)
2. Oil Rig (1:45)
3. Sent Here For A Reason (3:46)
4. DNA (3:34)
5. Goodbye My Son (2:01)
6. If You Love These People (3:22)
7. Krypton's Last (1:58)
8. Terraforming (9:49)
9. Tornado (2:55)
10. You Die Or I Do (3:13)
11. Launch (2:36)
12. Ignition (1:19)
13. I Will Find Him (2:57)
14. This Is Clark Kent (3:47)
15. I Have So Many Questions (3:47)
16. Flight (4:18)
17. What Are You Going To Do When You Are Not Saving The World? (5:27)

- CD2

1. Man Of Steel (Hans' Original Sketchbook) (28:16)
2. Are You Listening, Clark? (2:48)
3. General Zod (7:21)
4. You Led Us Here (2:59)
5. This Is Madness! (3:48)
6. Earth (6:11)
7. Arcade (7:25)

### Uitgave en ontvangst

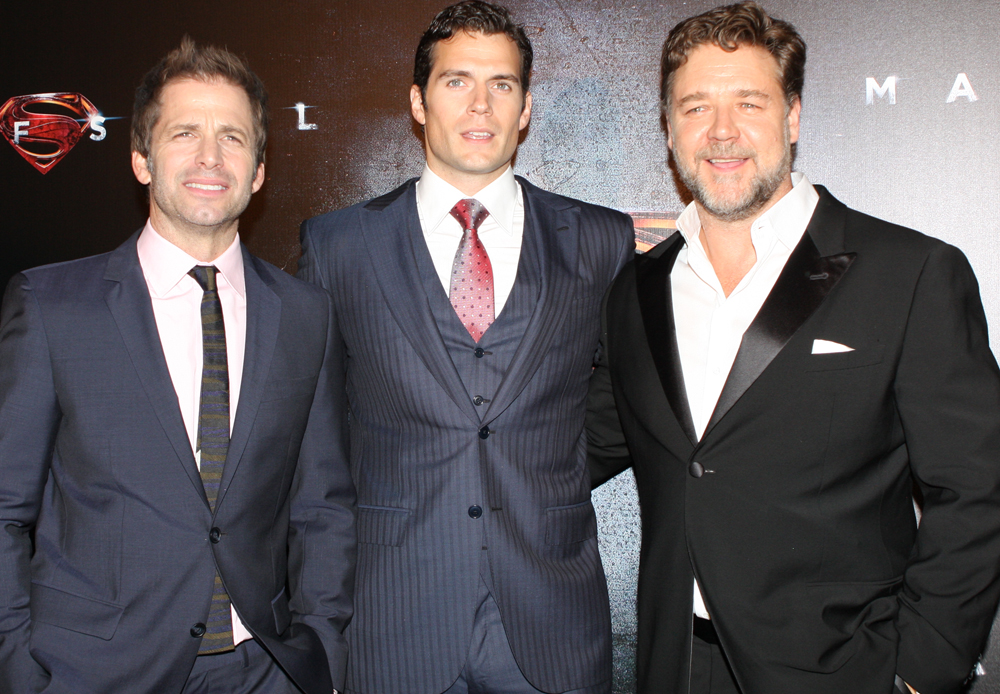
Regisseur Zack Snyder met de acteurs Henry Cavill en Russell Crowe tijdens de première in Sydney (2013).

De première van Man Of Steel was op 10 juni 2013 in New York. In Noord-Amerika bracht de film $291.045.518 op, en daarbuiten $377.000.000. Met een totaalopbrengst van $668.045.518 was Man Of Steel de financieel meest succesvolle Supermanfilm ooit, en de op een na meest succesvolle rebootfilm ooit, na The Amazing Spider-Man.
Op Rotten Tomatoes geeft 55%  van de recensenten de film een goede beoordeling. Op Metacritic scoort de film 55/100. Richard Roeper van de Chicago Sun-Times was teleurgesteld over de film, die volgens hem niks nieuws bood ten opzichte van voorgaande Supermanfilms. IGN was positiever over de film, en prees met name de actiescènes.